# Gustiani Megawati
Gustiani Megawati Sari (* 2. August 1989 in Balikpapan) ist eine indonesische Badmintonspielerin.

## Karriere
Gustiani Megawati wurde bei den Turkey International 2009 Dritte im Dameneinzel und bei den Slovak International 2009 Zweite. Im Mixed siegte sie 2009 in der Türkei und bei den Czech International und belegte Rang drei in der Slowakei. Bei den Bahrain International 2010 und den Hungarian International 2011 siegte sie ebenfalls im Mixed.